# Emilio Ballagas
Emilio Ballagas (Camaguey, 7 de novembro de 1908 - Havana, 11 de setembro de 1954) foi um poeta, professor e jornalista cubano.
1. DADOS BIOGRÁFICOS
Emilio Ballagas nasceu na cidade cubana de Camaguey, em 7 de novembro de 1908, filho de Mauricio Ballagas Varela e Caridad Cubeñas Zayas.
Bacharelou-se em Letras e Ciências pelo Instituto de Segundo Ensino de Camaguey em 1926 e começou o curso de Pedagogia pela Universidade de Havana em 1928, onde viria a obter o título de Doutor em Pedagogia no ano de 1933. Antes de concluir seu doutorado, publicou seu primeiro livro de poesia, "Júbilo y fuga", no ano de 1931.
Com o doutorado, Ballagas passa a ocupar uma cátedra de Literatura e Gramática na Escola Normal de Santa Clara, cargo que ocupou até o ano de 1946.
Em 1934, publica seu segundo livro, "Cuaderno de poesía negra". No ano seguinte, ocupou o cargo de redator do jornal "LA PUBLICIDAD", de Santa Clara, ficando no cargo até 1943.
Em 1936 publica "Elegía sin nombre". No ano seguinte, viaja a França, patrocinado pela Secretaria da Educação, a fim de realizar estudos sobre manuscritos de autores americanos conservados na Biblioteca Nacional de Paris. 
Em 1938 editou sua obra mais conhecida, "Nocturno y Elegía". No mesmo ano, proferiu na Sociedade Liceu a conferência "Sergio Lifar, o homem do espaço" e ganhou uma Menção Honrosa por suas obras da Direção de Cultura da Secretaria de Educação da República de Cuba.
Em 1939, surge a segunda edição de "Júbilo y fuga" e publica o livro "Sabor eterno".
Durante sua carreira, Emílio Ballagas profere diversas conferência divulgando a cultura e a literatura da américa latina e recebe prêmios por suas obras. No ano de 1946 recebe o título de Doutor em Filosofia e Letras pela Universidade de Havana e chega a viajar aos Estados Unidos.
Casa-se em 1947 com Antonia López Villaverde, com quem tem um filho em 1948. Falece em Havana, em 11 de setembro de 1954.
2. OBRAS
POESIA
Júbilo y Fuga, pról. Juan Marinello, 2ª ed., Ed. Héroe, La Habana, 1931.
Cuaderno de poesía negra, Santa Clara, 1934. 
Elegía sin nombre, La Habana, 1936.
Nocturno y elegía, La Habana, 1938.
Júbilo y fuga, Ed. Héroe, 2ª ed, La Habana, 1939. 
Sabor eterno, Ed. Héroe, La Habana, 1939. 
Nuestra Señora del Mar, Entrega de Fray Junípero, La Habana, 1943. 
Décimas por el júbilo martiano en el Centenario del Apóstol José Martí, La Habana, 1953.
Obra poética de Emilio Ballagas, Ed. póstuma con un ensayo preliminar de Cintio Vitier, La Habana, 1955. 
Obra poética, Ed. Letras Cubanas, La Habana, 1984. 
PROSA
"Los movimientos literarios de vanguardia", en Cuadernos de la Universidad del Aire, 2do. curso, no. 24, La Habana, 1933. 
"Pasión y muerte del futurismo", en Revista Cubana, vol. 1, no. 1, pp. 91-111, La Habana, enero de 1935. 
"La poesía en mí", en Revista Cubana, vol. IX, no. 26, pp. 158-161, La Habana, agosto de 1937. 
"Poesía negra liberada", en Revista de México, no. 18, México, 1937. 
"Sergio Lifar, el hombre del espacio", en Lyceum, vol. III, no. 9-10, pp. 13-28, La Habana, marzo-junio 1938. 
"Poesía negra española", en Carteles, año 22, no. 9, pp. 30, La Habana, 2 de marzo de 1941.
La herencia viva de Tagore, Ediciones Clavileño, La Habana, 1942. 
"Situación de la poesía afroamericana", en Revista Cubana, vol. XXI, pp. 5-60, La Habana, enero-diciembre 1946. 
"La poesía nueva", en Cuadernos de la Universidad del Aire, pp. 51-61, La Habana, septiembre, 1949. 
"Ronsard, ni más ni menos", en Lyceum, vol. VII, No. 28, pp. 5-22, La Habana, noviembre 1951. 
"Nota sobre Regino Pedroso", en Revista Cubana, pp. 83-85, vol. XXXI, núm. 1, La Habana, enero- marzo 1957. 
ANTOLOGIAS
Antología de la poesía negra hispanoamericana, Madrid, 1935. 
Mapa de la poesía negra americana, Buenos Aires, 1946. 

3. REFERÊNCIAS
1. ↑  http://www.cubaliteraria.com/autor/emilio_ballagas/crono.htm

 <http://www.cubaliteraria.com/autor/emilio_ballagas/